# وزارة العمل (إسرائيل)
على وزير العمل (بالعبرية: שר העבודה‏) كان رأس السياسي  و الموقف وزارة العمل في مجلس الوزراء الإسرائيلي. وظيفة أنشئت عام 1948 وزير العمل والبناء ،  ليصبح وزير العمل و الضمان الاجتماعي في العام التالي.
في عام 1977 بعد تم دمجها مع وزير الرعاية ، ليصبح وزير العمل والرعاية الاجتماعية. في عام 2003  تم نقل وظيفة العمل إلى وزير الصناعة والتجارة ، والتي تم تغيير اسمها وزير الصناعة والتجارة و العمل.

## قائمة الوزراء
| #                             | وزير                | الطرف                        | الحكومة             | مصطلح تبدأ                   | مصطلح نهاية                  |
| وزير العمل و البناء           | وزير العمل و البناء | وزير العمل و البناء          | وزير العمل و البناء | وزير العمل و البناء          | وزير العمل و البناء          |
| ----------------------------- | ------------------- | ---------------------------- | ------------------- | ---------------------------- | ---------------------------- |
| 1                             | مردخاي بنتوف        | حزب مابام                    | P                   | 14 أيار / مايو 1948          | 10 مارس 1949                 |
| وزير العمل و الضمان الاجتماعي |                     |                              |                     |                              |                              |
| 2                             | غولدا مائير         | حزب ماباي                    | 1, 2                | 10 مارس 1949                 | 8 أكتوبر 1951                |
| وزير العمل                    |                     |                              |                     |                              |                              |
| –                             | غولدا مائير         | حزب ماباي                    | 3, 4, 5, 6, 7       | 8 أكتوبر 1951                | 19 حزيران / يونيو 1956       |
| 3                             | مردخاي نامير        | حزب ماباي                    | 7, 8                | 19 حزيران / يونيو 1956       | 17 كانون الأول / ديسمبر 1959 |
| 4                             | جوريا يوسفتال       | حزب ماباي                    | 9                   | 17 كانون الأول / ديسمبر 1959 | 2 تشرين الثاني / نوفمبر 1961 |
| 5                             | إيغال آلون          | حزب ماباي المحاذاة حزب العمل | 10, 11, 12, 13      | 2 تشرين الثاني / نوفمبر 1961 | 1 تموز / يوليه 1968          |
| 6                             | يوسف الموجي         | حزب العمل المحاذاة           | 13, 14, 15          | 8 تموز / يوليه 1968          | 10 آذار / مارس 1974          |
| 7                             | اسحق رابين          | المحاذاة                     | 16                  | 10 آذار / مارس 1974          | 3 حزيران / يونيه 1974        |
| 8                             | موشيه برام          | المحاذاة                     | 17                  | 3 حزيران / يونيه 1974        | 20 حزيران / يونيه 1977       |

## وصلات خارجية
- جميع الوزراء في وزارة العمل والرفاه الاجتماعي الكنيست الموقع